# いわんやトミーズをや
『いわんやトミーズをや』は、1994年4月4日（3日深夜）から1995年3月28日（27日深夜）までテレビ朝日で放送されていた関東ローカルのバラエティ番組。企画：古舘プロジェクト。前身は『トミーズのきばらなアカン!』。

## 出演者
- トミーズ健（トミーズ）
- トミーズ雅（トミーズ）

## エンディングテーマ
- ムーンライト・エピキュリアン（高橋洋子）

## 放送時間
どちらもテレビ朝日の時間帯とする（出典：）。
| 放送期間   | 放送期間   | 放送時間（日本時間）                 |
| ---------- | ---------- | ------------------------------------ |
| 1994.04.04 | 1994.09.26 | 月曜 00:30 - 01:00（30分、日曜深夜） |
| 1994.10.03 | 1995.03.27 | 月曜 00:45 - 01:15（30分、日曜深夜） |

## 放送局
- テレビ朝日（制作局）
- 北海道テレビ（途中打ち切り）：金曜 1:20 - 1:50（木曜深夜、1994年4月15日 - 9月30日）[4]

## 参考
- テレビ朝日[どれ?]
- 吉本興業[どれ?]
- 古館プロジェクト[どれ?]